# Piotr Małachowski (lekkoatleta)
Piotr Małachowski (ur. 7 czerwca 1983 w Żurominie) – polski lekkoatleta, specjalizujący się w rzucie dyskiem. Czterokrotny uczestnik igrzysk olimpijskich (Pekin, Rio de Janeiro, Londyn, Tokio), zdobył srebrny medal w 2008 w Pekinie oraz w 2016 w Rio de Janeiro. Stawał na podium mistrzostw świata oraz Europy (także w gronie młodzieżowców). Dziewięciokrotny rekordzista Polski, wielokrotny medalista mistrzostw Polski seniorów.
Reprezentant kraju w pucharze Europy, drużynowych mistrzostwach Europy, zimowym pucharze w rzutach lekkoatletycznych oraz meczach międzypaństwowych. W 2009, 2010 i 2016 wygrywał plebiscyt Złote Kolce na najlepszego polskiego lekkoatletę w sezonie. Zwycięzca plebiscytu Gazety Wrocławskiej i Telewizji Wrocław na najlepszego sportowca Dolnego Śląska 2010.
Jest żołnierzem rezerwy Wojska Polskiego, w latach 2004–2005 pełnił służbę zasadniczą, a od września 2005 jest podoficerem zawodowym w stopniu sierżanta. Służył w 2. Batalionie Dowodzenia Śląskiego Okręgu Wojskowego; 10 Wrocławskim Pułku Dowodzenia, a od lutego 2019 w Centrum Szkolenia Wojsk Inżynieryjnych i Chemicznych im. gen. Jakuba Jasińskiego we Wrocławiu. Jego ostatnim przydziałem służbowym był Centralny Wojskowy Zespół Sportowy. W 2022 przeszedł do rezerwy.

## Kariera

### Początki
Pochodzący z Bieżunia zawodnik karierę lekkoatletyczną zaczynał na zawodach szkolnych w Ciechanowie – startując w dysku Małachowski osiągnął wynik 31 metrów i dzięki staraniom nauczyciela trafił do trenera Witolda Suskiego, który podczas imprezy sędziował konkurs rzutu dyskiem. W 1999 zajął 10. miejsce w mistrzostwach Polski kadetów. Na dużej imprezie międzynarodowej zadebiutował w 2001 zajmując piątą lokatę w mistrzostwach Europy juniorów. W kolejnym sezonie uplasował się na szóstym miejscu rozegranych na Jamajce juniorskich mistrzostw globu. Na koniec 2002 był jeszcze drugi w Libercu podczas meczu młodzieżowców Czechy – Polska. Dziewiąty dyskobol młodzieżowych mistrzostw Europy w 2003. Do stypendium dorabiał jako bramkarz w dyskotekach wraz z ciężarowcem Marcinem Dołęgą. Jedynym międzynarodowym osiągnięciem Małachowskiego w 2004 było zwycięstwo w meczu młodzieżowców przeciwko Czechom 22 września w Krakowie. W listopadzie 2004 rozpoczął służbę wojskową i stał się zawodnikiem wrocławskiego Śląska. Zdobył – w 2005 w Erfurcie – tytuł wicemistrza Starego Kontynentu młodzieżowców przegrywając złoto o 51 centymetrów z reprezentantem Niemiec Robertem Hartingiem.

### 2006
Na początku 2006 zawodnik wygrał – 18 marca w Tel Awiwie – zawody zimowego pucharu Europy w rzutach pokonując – pierwszy raz w karierze – wicemistrza świata z 2005 Estończyka Gerda Kantera oraz ustanawiając wynikiem 65,01 nowy rekord życiowy. Zajął odpowiednio drugie i trzecie miejsce podczas najważniejszych krajowych mityngów sezonu – europejskiego festiwalu lekkoatletycznego w Bydgoszczy (1 czerwca) i memoriału Janusza Kusocińskiego w Warszawie (18 czerwca). 11 dni po warszawskich zawodach Małachowski zadebiutował w reprezentacji podczas superligi pucharu Europy – w Maladze wygrał konkurs dyskoboli i wynikiem 66,21 ustanowił nowy rekord Polski poprawiając o 23 centymetry rezultat Dariusza Juzyszna z 1985 roku. 23 lipca zdobył w Bydgoszczy złoto mistrzostw kraju. Podczas rozrywanych na stadionie Ullevi w Göteborgu mistrzostw Europy z wynikiem 63,76 zajął trzecie miejsce w eliminacjach, a w finale uzyskując 64,57 uplasował się ostatecznie na szóstym miejscu. Na koniec sezonu zajął szóste miejsce w światowym finale lekkoatletycznym.

### 2007
17 marca zajął drugie miejsce podczas zimowego pucharu Europy w rzutach w Jałcie – uzyskał wynik 65,05 i przegrał tylko z Gerdem Kanterem, którego pokonał rok wcześniej podczas poprzedniej edycji zawodów. Wśród ważniejszych startów w pierwszej części sezonu były mityngi w Dosze (2. miejsce z wynikiem 64,32), Bydgoszczy (2. miejsce z wynikiem 65,84), Oslo (3. miejsce z wynikiem 66,00) oraz Warszawie (3 miejsce z wynikiem 65,03). 24 czerwca wygrał w Monachium zawody superligi pucharu Europy, a tydzień później został na stadionie Olimpii Poznań mistrzem Polski. Podczas zawodów na stadionie imienia S. Dariusa i Girėnasa w Kownie – 25 lipca – zajął trzecie miejsce (za Estończykiem Kanterem i Litwinem Alekną) ustawiając w czwartej próbie – drugi raz w karierze – rekord Polski wynikiem 66,61. Na głównej imprezie sezonu – mistrzostwach świata – był dziewiąty w eliminacjach z rezultatem 63,20, a w finale zajął dwunaste miejsce z wynikiem 60,77. We wrześniu zajął trzecie miejsce w światowym finale lekkoatletycznym, a 16 października zdobył w Hajdarabdzie złoto światowych igrzysk wojska ustanawiając wynikiem 65,87 rekord tej imprezy.

### 2008
Małachowski olimpijski sezon rozpoczął od zwycięstwa 3 maja w zawodach w Białymstoku. Sześć dni później dyskobol był drugi w zawodach w Dosze. 24 maja wynikiem 66,65 ustanowił rekord Polski i zajął drugie miejsce w mityngu w Halle. Zwyciężył w memoriale Kusocińskiego, był trzeci w pucharze Europy oraz zajął drugie miejsce w europejskim festiwalu lekkoatletycznym. 6 lipca zdobył w Szczecinie kolejny złoty medal mistrzostw Polski, a 27 lipca podczas Grand Prix Sopotu im. Janusza Sidły wynikiem 68,65 ustanowił nowy rekord Polski. W ostatnim starcie przed igrzyskami zwyciężył w mityngu Beskidianathletic w Bielsku-Białej z wynikiem 67,98. Na koniec sezonu wygrał zawody w Częstochowie, był drugi w światowym finale IAAF i mityngu Pedro’s Cup oraz trzeci w zawodach w Tallinnie.

#### Letnie Igrzyska Olimpijskie 2008
Eliminacje rzutu dyskiem odbyły się na stadionie narodowym w Pekinie 16 sierpnia – grupa A, w której startował Małachowski rozpoczęła rywalizację o godzinie 10:40 czasu miejscowego. Minimum kwalifikacyjne wynosiło 64,50 – Polak już w pierwszej próbie osiągnął lepszy rezultat (65,94) i awansował do finału z najlepszym wynikiem całej rundy eliminacyjnej.
Konkurs finałowy rozegrano 19 sierpnia wieczorem czasu pekińskiego. W pierwszej kolejce Małachowski rzucił 66,45, a w drugiej serii poprawił swój wynik osiągając odległość 67,82 cały czas prowadząc w zawodach. W czwartej kolejce Gerd Kanter posłał dysk na odległość 68,82 i odebrał Polakowi pozycję lidera. Małachowski nie zdołał już poprawić swojego najlepszego wyniku i ostatecznie został wicemistrzem olimpijskim – wygrał Kanter, a brąz zdobył Litwin Virgilijus Alekna z wynikiem 67,79.
Poniższa tabela prezentuje start Piotra Małachowskiego podczas finału olimpijskiego w Pekinie.
| Zawody | 1 kolejka | 2 kolejka | 3 kolejka | 4 kolejka | 5 kolejka | 6 kolejka | Wynik | Miejsce    |
| ------ | --------- | --------- | --------- | --------- | --------- | --------- | ----- | ---------- |
| Pekin  | 66,45     | 67,82     | 66,98     | 63,91     | 65,78     | x         | 67,82 | 2. miejsce |

### 2009
Sezon – podobnie jak poprzedni – rozpoczął od zwycięstwa w mityngu w Białymstoku 3 maja. W drugim starcie, 23 maja w Halle, wynikiem z pierwszej kolejki 68,75 poprawił własny rekord Polski. W maju dyskobol zaczął zmagać się z kontuzją palca wskazującego prawej ręki. Mimo urazu 7 czerwca wygrał memoriał Janusza Kusocińskiego, a już dwa dni później zdobył złoty medal rozegranych w Sofii mistrzostw globu wojska. Wynikiem 66,24 zwyciężył w konkursie dyskoboli podczas pierwszej edycji superligi drużynowych mistrzostw Europy. 2 sierpnia ponownie został mistrzem kraju jednak występ w światowym czempionacie potwierdził dopiero 4 sierpnia po konsultacjach lekarskich związanych z kontuzją palca.
Eliminacje rzutu dyskiem na mistrzostwach świata odbyły się 18 sierpnia – minimum kwalifikacyjne ustalono na poziomie 64,50. Małachowski w pierwszej próbie osiągnął 64,20, w drugiej 64,48, a w trzeciej 62,65 i do finału dostał się z ósmym rezultatem eliminacji, w których najlepszy okazał się Robert Harting.
Wieczorem 19 sierpnia na Olympiastadion rozegrano finałowy konkurs rzutu dyskiem. Mimo kontuzji Małachowski już w pierwszej kolejce objął prowadzenie z nowym rekordem Polski – 68,77. W drugiej próbie rzucił 68,05, w trzeciej 67,00, czwartą miał nieudaną, a w piątej kolejce umocnił się na prowadzeniu drugi raz w konkursie poprawiając rekord kraju wynikiem 69,15. W ostatniej serii rzutów rzucający jako przedostatni Niemiec Robert Harting posłał dysk na odległość 69,43 ustanawiając swój rekord życiowy i wyprzedził Polaka. Małachowski w swojej ostatniej próbie uzyskał wynik 67,33 i ostatecznie zdobył srebrny medal. Brązowy medal światowego czempionatu zdobył z wynikiem 66,88 Gerd Kanter.
Na koniec sezonu zajął jeszcze trzecią lokatę w finale lekkoatletycznym w Salonikach. Po ostatnim starcie w 2009 roku – na mityngu Pedro’s Cup w Szczecinie 15 września – poddał się operacji chorego palca, który utrudniał mu starty przez cały sezon.

### 2010
Na początku 2010 przeszedł badania związane z urazem palca, z którym borykał się w poprzednim roku. Sezon 2010 rozpoczął od startów zagranicznych – 15 maja był drugi w Halle, 23 maja trzeci w Szanghaju i pierwszy 28 maja w Tajpej. W czerwcu wygrał dwa mityngi w Polsce – w Bydgoszczy i Warszawie. 10 czerwca triumfował w zawodach diamentowej ligi Golden Gala w Rzymie, a dziesięć dni później podczas superligi drużynowych mistrzostw Starego Kontynentu był drugi przegrywając tylko z Robertem Hartingiem. Kolejne zwycięstwo w zawodach diamentowej ligi odniósł 3 lipca w Eugene wygrywając mityng Prefontaine Classic. Kilka dni później został w Bielsku-Białej mistrzem Polski ustawiając wynikiem 67,48 rekord mistrzostw. Dwa dni po tym sukcesie – 10 lipca – wygrał kolejne zawody diamentowej ligi poprawiając w Gateshead rekord kraju rezultatem 69,83. W ostatnim starcie przed mistrzostwami Europy zajął trzecią lokatę w Monako 22 lipca.
Eliminacje rzutu dyskiem odbyły się na Estadi Olímpic Lluís Companys w Barcelonie 31 lipca – minimum kwalifikacyjne do finału wynosiło 63,50. Małachowski startujący w grupie eliminacyjnej B już w pierwszej próbie uzyskał wymagany rezultat osiągając wynik 63,69 – ostatecznie zajął w rundzie kwalifikacyjnej siódme miejsce.
Po pierwszej kolejce finału, który rozegrano 1 sierpnia, prowadził Niemiec Robert Harting z wynikiem 68,33, a Małachowski był drugi po rzucie na odległość 65,84. W drugiej kolejce Polak posłał dysk na odległość 68,87 i objął prowadzenie ustanawiając jednocześnie rekord mistrzostw Europy. Harting w kolejnych próbach trzykrotnie rzucał ponad 68 metrów jednak nie udało mu się już osiągnąć lepszego rezultatu od prowadzącego Małachowskiego. Polak w trzecie serii spalił próbę, w czwartej osiągnął 64,06, piątą spalił, a w ostatniej kolejce rzucił 64,37. Brązowy medal przypadł w udziale reprezentantowi Węgier Róbertowi Fazekasowi, który uzyskał wynik 66,43. Małachowski jest pierwszym polskim mistrzem Europy w konkurencjach rzutowych od czasu zwycięstwa Janusza Sidło w konkursie rzutu oszczepem podczas mistrzostw Europy w Sztokholmie w 1958.
8 sierpnia – tydzień po barcelońskim czempionacie – wygrał zawody w Tallinnie, a 14 sierpnia był piąty podczas Grand Prix Londynu. Między tymi startami – 11 sierpnia – odebrał z rąk Ministra Obrony Narodowej Bogdana Klicha awans na stopień kaprala. Dzięki udanym startom w pierwszej części sezonu w mityngach diamentowej ligi i zajęciu drugiego miejsca w finałowym konkursie tego cyklu – zawodach Weltklasse Zürich – zwyciężył w klasyfikacji generalnej Diamentowej Ligi 2010. Na konie sezonu reprezentował Europę podczas inauguracyjnych zawodów pucharu interkontynentalnego zajmując w nich czwartą lokatę z wynikiem 64,20.
Pod koniec września przeszedł operację przepukliny – z kontuzją tą startował przez cały sezon 2010.

### 2011
W swoim pierwszym starcie w sezonie – podczas zawodów Qatar Athletic Super Grand Prix 2011 w Dosze – zajął piąte miejsce z wynikiem 63,59 i nie zdobył punktów do klasyfikacji diamentowej ligi. 24 maja odniósł pierwszy triumf w sezonie – pokonując między innymi brązowego medalistę ubiegłorocznych mistrzostw Europy Węgra Róberta Fazekasa zwyciężył w zawodach w Turnovie z wynikiem 64,51. W Hengelo, 29 maja, z wynikiem 65,25 zajął trzecie miejsce w corocznym mityngu Fanny Blankers-Koen Games 2011. Na mityngu w Krakowie, 12 czerwca na obiekcie miejscowej AWF w trzeciej serii uzyskał wynik 67,97 – drugi wynik na listach światowych w sezonie. Tydzień później zajął 3. miejsce podczas superligi drużynowych mistrzostw Europy w Sztokholmie. 25 czerwca zwyciężył (z wynikiem 68,49) w rozegranym w Szczecinie memoriale Janusza Kusocińskiego umacniając się na drugiej pozycji na listach światowych. 23 lipca na światowych igrzyskach wojska w Rio de Janeiro dyskobol borykał się z kontuzją – przerostem ciała Hoffy – i zajął w tej imprezie dziesiąte miejsce. Uraz zawodnika ostatecznie nie okazał się poważny i Małachowski 29 lipca wystąpił w mityngu DN Galan 2011 w Sztokholmie zajmując w tych zawodach drugie miejsce. W ostatnim starcie przed mistrzostwami świata, na mistrzostwach Polski w Bydgoszczy zdobył srebrny medal przegrywając niespodziewanie tytuł mistrza kraju z Przemysławem Czajkowskim. Podczas mistrzostw świata w Daegu w eliminacjach osiągnął najlepszy rezultat ze startujących (65,48), a w finale zajął dziewiąte miejsce – w pierwszej kolejce osiągnął 58,28, drugi rzut miał spalony, a w trzeciej próbie wynik 63,37 dał mu ósmą lokatę jednak ostatecznie dalej rzucił reprezentant Indii Vikas Gowda i Małachowski nie wystąpił w wąskim finale. Po nieudanych mistrzostwach w Korei Południowej Polak zajął m.in. piątą lokatę na zawodach Weltklasse Zürich 2011, zwyciężył podczas finału ligi lekkoatletycznej w Krakowie oraz był szósty na mityngu Internationales Stadionfest 2011 w Berlinie i piąty podczas Hanžeković Memorial 2011 Zagrzebiu. Sezon zakończył trzecią lokatą na memoriale Kamili Skolimowskiej w Warszawie uzyskując wynik 63,93.
Po zakończeniu sezonu Małachowski poddał się operacji kolana, z którego bólem borykał się od maja. Zabieg polegał na wycięciu fałdu błony maziowej – po operacji dyskobol poddał się trzytygodniowej rehabilitacji.

### 2012
Olimpijski sezon 2012 Małachowski rozpoczął, podobnie jak cztery lata wcześniej, 3 maja na mityngu w Białymstoku, podczas którego zwyciężył osiągając rezultat 65,62. Wynik dyskobola był lepszy od minimum Polskiego Związku Lekkiej Atletyki na igrzyska olimpijskie w Londynie jednak zawody w Białymstoku nie znajdowały się na liście imprez, na których można uzyskiwać wskaźniki na igrzyska. W swoim drugim starcie w 2012, 11 maja na Qatar Athletic Super Grand Prix 2012 w Dosze (mityngu zaliczanym do cyklu Samsung Diamentowa Liga), zwyciężył z wynikiem 67,53 i wypełnił jednocześnie minimum PZLA na igrzyska w Londynie. Podczas mityngu rzutowego w niemieckim mieście Halle, 19 maja, zajął drugie miejsce za Robertem Hartingiem (który uzyskał 70,31) z wynikiem 68,94 (seria: 68,31-66,02-66,93-68,37-68,94-68,49). W połowie czerwca Małachowski zwyciężył w mistrzostwach Polski, swój najlepszy wynik (66,89) uzyskując już w pierwszej próbie. 7 sierpnia zajął 5. lokatę w konkursie dyskoboli podczas igrzysk olimpijskich w Londynie.

### 2013
8 czerwca 2013 r. podczas mityngu w Hengelo ustanowił fantastyczny rekord Polski 71,84 m, najlepszy od wielu lat na świecie, który przyniósł mu pierwsze miejsce na listach światowych w całym sezonie lekkoatletycznym. W superlidze Drużynowych Mistrzostw Europy w Gateshead uplasował się jednak poza podium, zajmując czwarte miejsce ze słabiutkim wynikiem 59,68 m. Po raz ósmy został mistrzem Polski, a sukces medalowy osiągnął również podczas mistrzostw świata w Moskwie, zdobywając po raz drugi srebro wynikiem 68,36 m. Na koniec sezonu wywalczył jeszcze brązowy medal mistrzostw Europy wojskowych w Warendorfie (61,80). W klasyfikacji Diamentowej Ligi zajął 2. miejsce, gromadząc 14 punktów (m.in. triumfował na mityngach w Szanghaju, Londynie i Sztokholmie).

### 2014
17 maja 2014 r. w Halle Piotr Małachowski uzyskał 69,28 m, pokonując Roberta Hartinga. Wynik ten okazał się najlepszy w całym sezonie lekkoatletycznym. Małachowski reprezentował Polskę w superlidze Drużynowych Mistrzostw Europy w Brunszwiku, gdzie zajął 2. miejsce z wynikiem 65,36 m. Został po raz dziewiąty mistrzem Polski, jednak podczas mistrzostw Europy w Zurychu zajął dopiero 4. miejsce (63,54), przegrywając m.in. z Robertem Urbankiem. Po raz drugi zwyciężył natomiast w klasyfikacji Diamentowej Ligi, gromadząc w serii mityngów 22 punkty (1. miejsca zajął na mityngach w Dausze, Lozannie i Monaco).

### 2015
Piotr Małachowski zdobył w Krakowie wynikiem 65,60 m 10. w karierze tytuł mistrza Polski. Zwyciężył również po raz pierwszy na mistrzostwach świata w Pekinie z rezultatem 67,40 m (brązowy medal zdobył Robert Urbanek). Trzeci raz w karierze triumfował w Diamentowej Lidze, gromadząc 21 punktów i pokonując o 2 punkty R. Urbanka. Małachowski zwyciężył na mityngach DL w Szanghaju, Eugene, Paryżu i Sztokholmie. Najlepszy wynik w sezonie uzyskał 1 sierpnia w Cetniewie – 68,29 m. W podsumowaniach sezonu zajął szóste miejsce w 81. Plebiscycie Przeglądu Sportowego na najlepszych sportowców Polski.

### 2016
To był jeden z najlepszych sezonów w karierze Piotra Małachowskiego. Na zawodach w Bydgoszczy po raz 11 zdobył tytuł mistrza Polski (68,10). W mistrzostwach Europy w Amsterdamie okazał się najlepszy z wynikiem 67,06 m. Podczas igrzysk olimpijskich w Rio de Janeiro zdobył srebrny medal wynikiem 67,55 cm. Polski mistrz prowadził do ostatniej kolejki, w której został przerzucony o 80 cm przez Christopha Hartinga, brata swego odwiecznego rywala, Roberta. Swój medal z Rio Małachowski przeznaczył na cele charytatywne. Najlepszy wynik sezonu – 68,15 – uzyskał 28 maja w Warszawie. 9 września 2016 r. w finałowym mityngu Diamentowej Ligi w Brukseli zajął 2. miejsce z wynikiem 65,27 m (wygrał z wynikiem 65,78 m Szwed Daniel Ståhl, lider list światowych). Małachowski po raz czwarty zwyciężył w łącznej klasyfikacji DL, gromadząc 54 punkty (wcześniej zwyciężył w mityngach w Dausze, Rabacie, Birmingham i Monaco). Na koniec roku został uznany jedną z 10 osobowości roku przez magazyn Spikes, finansowany przez IAAF. W 82. Plebiscycie Przeglądu Sportowego na 10. najlepszych sportowców Polski zajął, najwyższe w karierze, 3. miejsce. 9 stycznia 2017 na spotkaniu noworocznym Rodziny Olimpijskiej prezydent Andrzej Duda odznaczył Małachowskiego Krzyżem Oficerskim Orderu Odrodzenia Polski. Podobne odznaczenie otrzymał również trener Witold Suski.

### 2021
Karierę sportową zakończył 5 września 2021 roku podczas 12. Memoriału Kamili Skolimowskiej zajmując w turnieju 4. miejsce.

## Osiągnięcia

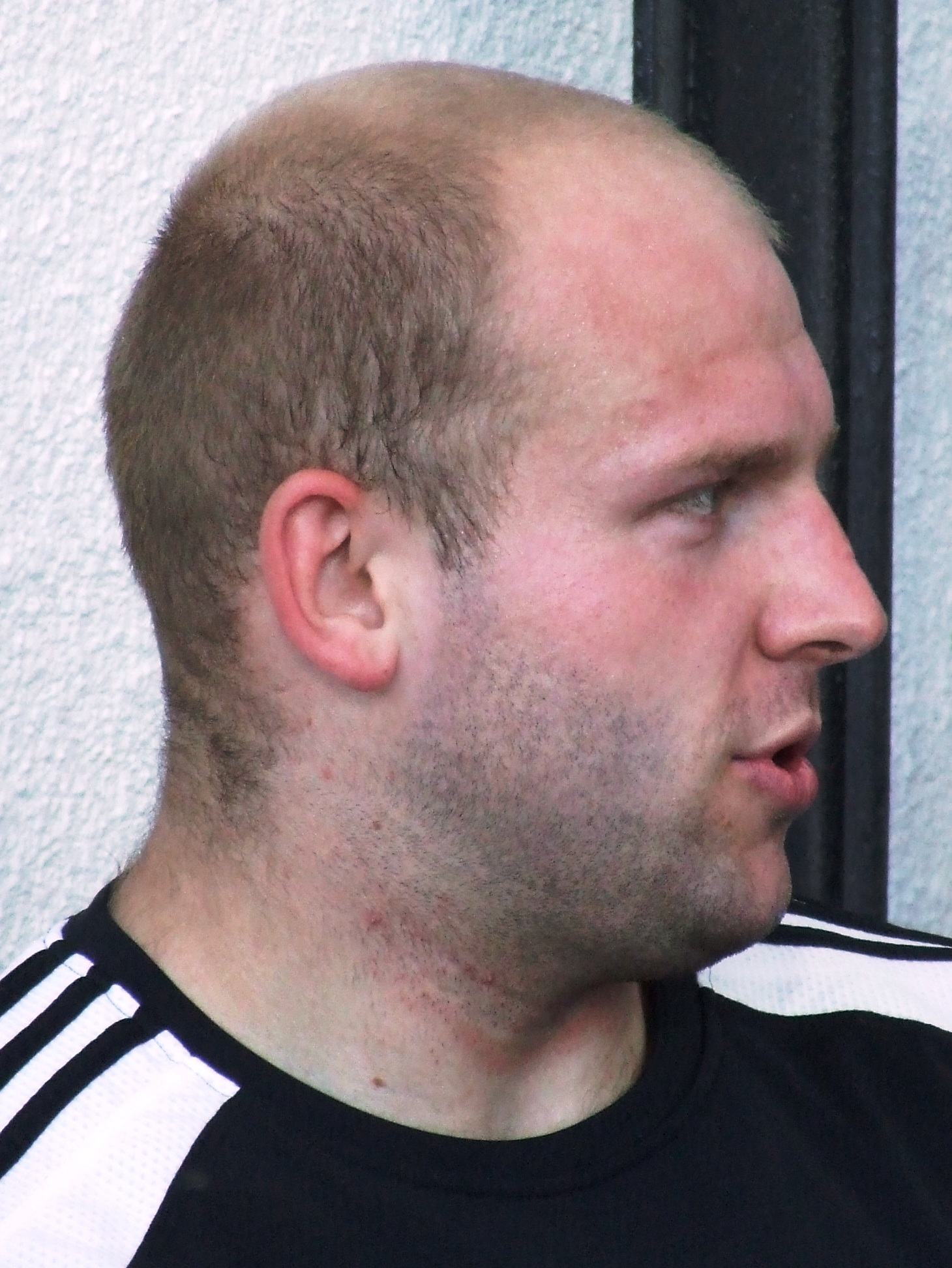
Piotr Małachowski podczas europejskiego festiwalu lekkoatletycznego w Bydgoszczy (2007)

### Międzynarodowe
| Rok  | Impreza                                 | Miejsce        | Pozycja           | Wynik | Źródło  |
| ---- | --------------------------------------- | -------------- | ----------------- | ----- | ------- |
| 2001 | Mistrzostwa Europy juniorów             | Grosseto       | 5. miejsce        | 52,37 | [ 12 ]  |
| 2002 | Mistrzostwa świata juniorów             | Kingston       | 6. miejsce        | 60,46 | [ 13 ]  |
| 2003 | Młodzieżowe mistrzostwa Europy          | Bydgoszcz      | 9. miejsce        | 54,79 | [ 15 ]  |
| 2005 | Młodzieżowe mistrzostwa Europy          | Erfurt         | 2. miejsce        | 63,99 | [ 18 ]  |
| 2006 | Zimowy puchar Europy w rzutach          | Tel Awiw-Jafa  | 1. miejsce        | 65,01 | [ 104 ] |
| 2006 | Superliga pucharu Europy                | Malaga         | 1. miejsce        | 66,21 | [ 1 ]   |
| 2006 | Mistrzostwa Europy                      | Göteborg       | 6. miejsce        | 64,57 | [ 23 ]  |
| 2006 | Światowy finał lekkoatletyczny IAAF     | Stuttgart      | 6. miejsce        | 62,50 | [ 24 ]  |
| 2007 | Zimowy puchar Europy w rzutach          | Jałta          | 2. miejsce        | 65,06 | [ 104 ] |
| 2007 | Superliga pucharu Europy                | Monachium      | 1. miejsce        | 66,09 | [ 1 ]   |
| 2007 | Mistrzostwa świata                      | Osaka          | 12. miejsce       | 60,77 | [ 31 ]  |
| 2007 | Światowy finał lekkoatletyczny IAAF     | Stuttgart      | 3. miejsce        | 65,35 | [ 105 ] |
| 2007 | Światowe igrzyska wojskowych            | Hajdarabad     | 1. miejsce        | 65,87 | [ 32 ]  |
| 2008 | Superliga pucharu Europy                | Annecy         | 3. miejsce        | 63,20 | [ 1 ]   |
| 2008 | Igrzyska olimpijskie                    | Pekin          | 2. miejsce        | 67,82 | [ 1 ]   |
| 2008 | Światowy finał lekkoatletyczny IAAF     | Stuttgart      | 2. miejsce        | 66,07 | [ 40 ]  |
| 2009 | Mistrzostwa świata wojskowych           | Sofia          | 1. miejsce        | 64,94 | [ 48 ]  |
| 2009 | Superliga drużynowych mistrzostw Europy | Leiria         | 1. miejsce        | 66,24 | [ 1 ]   |
| 2009 | Mistrzostwa świata                      | Berlin         | 2. miejsce        | 69,15 | [ 50 ]  |
| 2009 | Światowy finał lekkoatletyczny IAAF     | Saloniki       | 3. miejsce        | 65,60 | [ 52 ]  |
| 2010 | Superliga drużynowych mistrzostw Europy | Bergen         | 2. miejsce        | 65,55 | [ 59 ]  |
| 2010 | Mistrzostwa Europy                      | Barcelona      | 1. miejsce        | 68,87 | [ 64 ]  |
| 2010 | Puchar interkontynentalny               | Split          | 4. miejsce        | 64,20 | [ 71 ]  |
| 2011 | Superliga drużynowych mistrzostw Europy | Sztokholm      | 3. miejsce        | 61,66 | [ 106 ] |
| 2011 | Światowe igrzyska wojskowych            | Rio de Janeiro | 10. miejsce       | 53,67 | [ 82 ]  |
| 2011 | Mistrzostwa świata                      | Daegu          | 9. miejsce        | 63,37 | [ 107 ] |
| 2012 | Igrzyska olimpijskie                    | Londyn         | 5. miejsce        | 67,19 | [ 100 ] |
| 2013 | Superliga drużynowych mistrzostw Europy | Gateshead      | 4. miejsce        | 59,68 | [ 108 ] |
| 2013 | Mistrzostwa świata                      | Moskwa         | 2. miejsce        | 68,36 |         |
| 2013 | Mistrzostwa Europy wojskowych           | Warendorf      | 3. miejsce        | 61,80 |         |
| 2014 | Superliga drużynowych mistrzostw Europy | Brunszwik      | 2. miejsce        | 65,35 |         |
| 2014 | Mistrzostwa Europy                      | Zurych         | 4. miejsce        | 63,54 | [ 109 ] |
| 2015 | Mistrzostwa świata                      | Pekin          | 1. miejsce        | 67,40 | [ 110 ] |
| 2015 | Światowe igrzyska wojskowych            | Mungyeong      | 2. miejsce        | 62,12 |         |
| 2016 | Mistrzostwa Europy                      | Amsterdam      | 1. miejsce        | 67,06 | [ 111 ] |
| 2016 | Igrzyska olimpijskie                    | Rio de Janeiro | 2. miejsce        | 67,55 | [ 112 ] |
| 2017 | Mistrzostwa świata                      | Londyn         | 5. miejsce        | 65,24 |         |
| 2018 | Mistrzostwa Europy                      | Berlin         | el. –             | NM    |         |
| 2019 | Superliga drużynowych mistrzostw Europy | Bydgoszcz      | 1. miejsce        | 63,02 |         |
| 2019 | Mistrzostwa świata                      | Doha           | el. – 17. miejsce | 62,20 |         |
| 2019 | Światowe wojskowe igrzyska sportowe     | Wuhan          | –                 | NM    |         |
| 2021 | Igrzyska olimpijskie                    | Tokio          | el. – 15. miejsce | 62,68 |         |

### Ranking Track and Field News[113]
| Rok  | Pozycja    |
| ---- | ---------- |
| 2006 | 6. miejsce |
| 2007 | 5. miejsce |
| 2008 | 2. miejsce |
| 2009 | 2. miejsce |
| 2010 | 2. miejsce |
| 2011 | 5. miejsce |
| 2012 | 5. miejsce |
| 2013 | 2. miejsce |
| 2014 | 2. miejsce |
| 2015 | 1. miejsce |
| 2016 | 1. miejsce |
| 2017 | 4. miejsce |
| 2019 | 6. miejsce |

### Mistrzostwa Polski
Piotr Małachowski w latach 2001–2021 dwadzieścia razy startował w wąskim finale mistrzostw Polski seniorów. W klasyfikacji medalowej wszech czasów mistrzostw Polski dyskobol zajmuje pierwsze miejsce z trzynastoma złotymi, trzema srebrnymi oraz dwoma brązowymi medalami. Podczas zawodów w 2016 ustanowił – wynikiem 68,10 – aktualny rekord czempionatu. Dyskobol stawał także na podium mistrzostw Polski juniorów oraz trzykrotnie był mistrzem kraju w kategorii młodzieżowców.
| Mistrzostwa Polski  | Pozycja    | Wynik |
| ------------------- | ---------- | ----- |
| Bydgoszcz 2001      | 8. miejsce | 50,01 |
| Bielsko-Biała 2003  | 4. miejsce | 54,12 |
| Bydgoszcz 2004      | 3. miejsce | 59,64 |
| Biała Podlaska 2005 | 1. miejsce | 64,74 |
| Bydgoszcz 2006      | 1. miejsce | 64,82 |
| Poznań 2007         | 1. miejsce | 63,16 |
| Szczecin 2008       | 1. miejsce | 65,29 |
| Bydgoszcz 2009      | 1. miejsce | 64,15 |
| Bielsko-Biała 2010  | 1. miejsce | 67,48 |
| Bydgoszcz 2011      | 2. miejsce | 63,21 |
| Bielsko-Biała 2012  | 1. miejsce | 66,89 |
| Toruń 2013          | 1. miejsce | 66,87 |
| Szczecin 2014       | 1. miejsce | 64,15 |
| Kraków 2015         | 1. miejsce | 65,60 |
| Bydgoszcz 2016      | 1. miejsce | 68,10 |
| Białystok 2017      | 2. miejsce | 64,44 |
| Lublin 2018         | 1. miejsce | 65,78 |
| Radom 2019          | 2. miejsce | 63,17 |
| Włocławek 2020      | 3. miejsce | 60,15 |
| Poznań 2021         | 1. miejsce | 64,67 |

## Progresja wyników
| Rezultat | Data                  | Miejsce        |
| -------- | --------------------- | -------------- |
| 48,18    | 1 maja 1999(dts)      | Łęczyca        |
| 57,81    | 17 września 2000(dts) | Warszawa       |
| 54,19    | 19 maja 2001(dts)     | Zielona Góra   |
| 56,84    | 3 maja 2002(dts)      | Białystok      |
| 57,83    | 6 września 2003(dts)  | Warszawa       |
| 62,40    | 22 września 2004(dts) | Kraków         |
| 64,74    | 26 czerwca 2005(dts)  | Biała Podlaska |
| 66,21    | 29 czerwca 2006(dts)  | Malaga         |
| 66,61    | 25 lipca 2007(dts)    | Kowno          |
| 68,65    | 27 lipca 2008(dts)    | Sopot          |
| 69,15    | 19 sierpnia 2009(dts) | Berlin         |
| 69,83    | 10 lipca 2010(dts)    | Gateshead      |
| 68,49    | 25 czerwca 2011(dts)  | Szczecin       |
| 68,94    | 21 maja 2012(dts)     | Halle          |
| 71,84    | 8 czerwca 2013(dts)   | Hengelo        |
| 69,28    | 17 maja 2014(dts)     | Halle          |
| 68,29    | 1 sierpnia 2015(dts)  | Cetniewo       |
| 68,15    | 28 maja 2016(dts)     | Warszawa       |
| 67,68    | 29 lipca 2017(dts)    | Cetniewo       |
| 65,78    | 21 lipca 2018(dts)    | Lublin         |
| 67,23    | 9 lipca 2019(dts)     | Székesfehérvár |

## Rekordy

### Rekordy Polski
| Rezultat | Data                  | Miejsce   | Zawody                              | Źródło          |
| -------- | --------------------- | --------- | ----------------------------------- | --------------- |
| 66,21    | 29 czerwca 2006(dts)  | Malaga    | superliga pucharu Europy            | [ 1 ] [ 118 ]   |
| 66,61    | 25 lipca 2007(dts)    | Kowno     | Mityng Kowno 2007                   | [ 30 ] [ 118 ]  |
| 66,65    | 24 maja 2008(dts)     | Halle     | Erdgas Werfertage 2008              | [ 35 ] [ 118 ]  |
| 68,65    | 27 lipca 2008(dts)    | Sopot     | Grand Prix Sopotu im. Janusza Sidły | [ 39 ] [ 118 ]  |
| 68,75    | 23 maja 2009(dts)     | Halle     | Erdgas Werfertage 2009              | [ 118 ]         |
| 68,77    | 19 sierpnia 2009(dts) | Berlin    | mistrzostwa świata                  | [ 118 ] [ 119 ] |
| 69,15    | 19 sierpnia 2009(dts) | Berlin    | mistrzostwa świata                  | [ 118 ] [ 119 ] |
| 69,83    | 10 lipca 2010(dts)    | Gateshead | Aviva British Grand Prix            | [ 118 ] [ 120 ] |
| 71,84    | 8 czerwca 2013(dts)   | Hengelo   | Fanny Blankers-Koen Games           | [ 121 ]         |

### Rekordy życiowe
| Rezultat | Data                | Miejsce | Zawody                         | Wynik w historii | Źródła          |
| -------- | ------------------- | ------- | ------------------------------ | ---------------- | --------------- |
| 71,84    | 8 czerwca 2013(dts) | Hengelo | Fanny Blankers-Koen Games 2013 | 9.               | [ 122 ] [ 123 ] |

## Odznaczenia
- Krzyż Oficerski Orderu Odrodzenia Polski (2016)[124][125]
- Krzyż Kawalerski Orderu Odrodzenia Polski (2009)[126]
- Złoty Krzyż Zasługi (2008)[127]
- Złoty Medal „Za zasługi dla obronności kraju” (2009)[6]
- Coin CSWIiCh (2019)[8]